# Squatina mexicana
Squatina mexicana — акула з роду Акула-ангел родини Акулоангелові. Інша назва «мексиканська акула-янгол».

## Опис
Загальна довжина досягає 88 см. Голова широка. Морда округла з невеличкими вусиками. На голові і спині дорослих акул відсутні шипи, у молодих особин є невеличкі шипи біля очей, бризкалець, на морді. Очі великого розміру, містяться у верхній частині голови. За ними розташовані великі бризкальця у формі напівмісяця. Міжочний простір сильно увігнутий. Ніздрі розташовані у верхній частині морди, з носовими клапанами. Під ними є вусики. Рот широкий, розташовано у передній частині морди. Зуби на верхній щелепі трикутні, зубчасті, прямі стоять по 10 у 2 рядки; на верхній щелепі — 9-10 гладеньких зубів, 5 стоять прямо, інші дещо косо. У неї 5 пар зябрових щілин. Тулуб сильно сплощений. Луска широка, її ширина у 4 рази більше за довжину, має 3 кілі. Грудні плавці великі, трикутної форми. Має 2 спинних плавця однакового розміру у хвостовій частині, їх основа у 1,75 рази більше за висоту. Черевні плавці широкі, але менше грудних, розташовані майже впритул до останніх. Анальний плавець відсутній. Хвостовий плавець дуже короткий, нижня лопать довша за верхню.
Забарвлення сіре з 2 чорними плямами на передньому краю грудних плавців. задня частині тіла більш темних відтінків з чорними цятками, розсіяними довільно.

## Спосіб життя
Тримається на глибинах від 71 до 180 м, на континентальному шельфі. Воліє до піщаних та мулисто-піщаних ґрунтів. Вдень заривається, чатуючи на жертву. Вночі підіймається вище до поверхні. Є бентофагом. Живиться ракоподібними, молюсками, дрібною рибою.
Це яйцеживородна акула. Стосовно процесу паруванні і розмноження натепер замало відомостей.

## Розповсюдження
Мешкає у Мексиканській затоці: від півострова Юкатан (Мексика) до берегів штату Алабама (США).